# Mats Strandberg

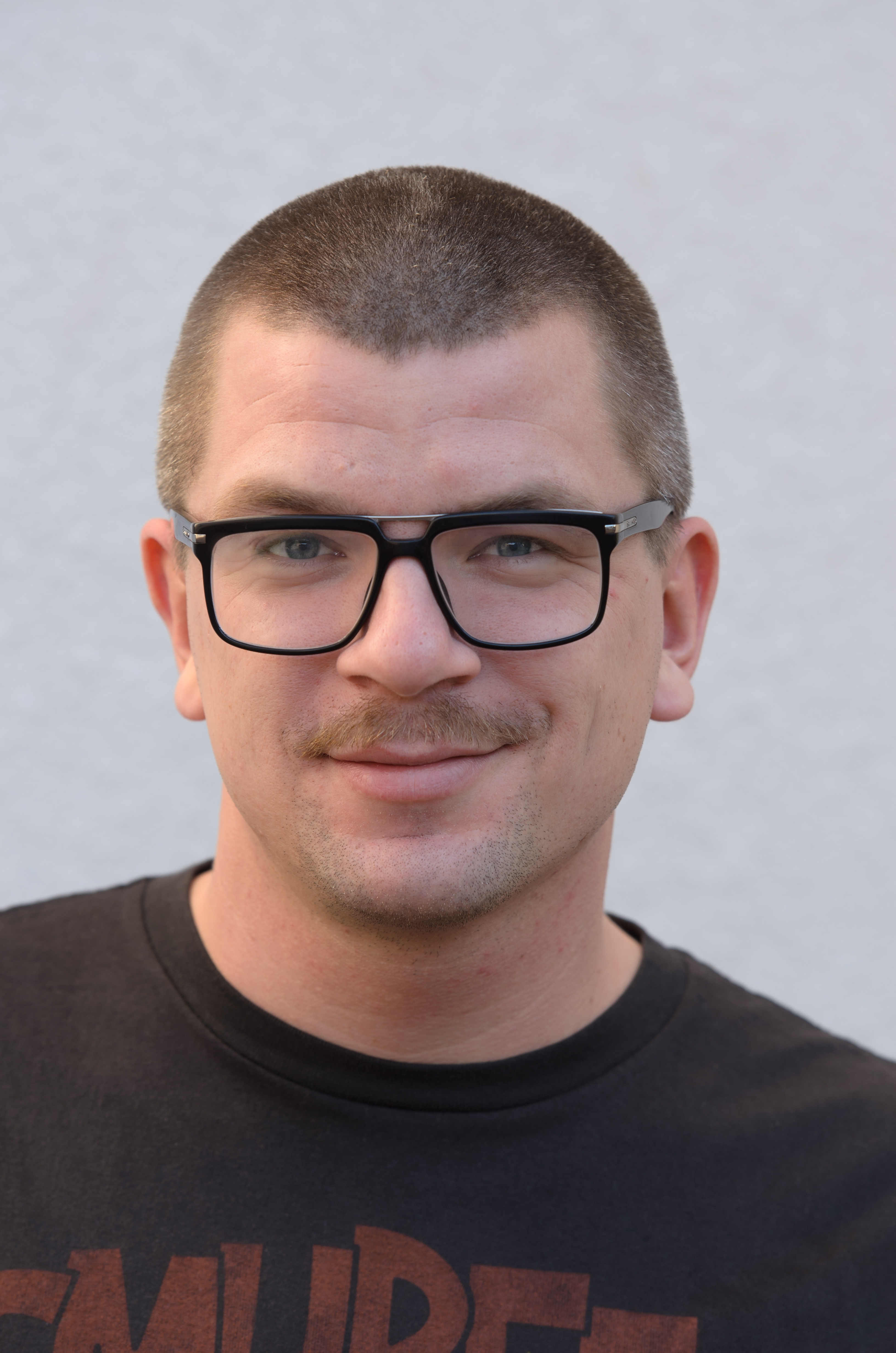
Mats Strandberg auf der Swecon 2012

Mats Strandberg (* 1976 in Fagersta) ist ein schwedischer Schriftsteller, Kolumnist und Journalist.

## Leben und Werk
Mats Strandberg ist in der schwedischen Kleinstadt Fagersta geboren und aufgewachsen, verließ seine Heimatstadt jedoch bereits im Alter von 16 Jahren und zog nach Stockholm. Dort arbeitet er bis heute als freier Journalist und schreibt Kolumnen für die Boulevardzeitung Aftonbladet sowie die LGBT-Zeitschrift QX. Für seine Kolumnen wurde er 2004 von Sveriges Tidskrifter, dem Verband der schwedischen Zeitschriftenverleger, als Kolumnist des Jahres ausgezeichnet.
Bereits in seiner Jugend hatte Mats Strandberg den Wunsch, Schriftsteller zu werden. 2006 veröffentlichte er sein Romandebüt Jaktsäsong. Sein dritter Roman Halva liv wurde 2009 publiziert und erschien 2011 unter dem deutschen Titel Halbes Leben im C. Bertelsmann Verlag.
Gemeinsam mit der schwedischen Schriftstellerin Sara Bergmark Elfgren schrieb er die Engelsfors-Trilogie, eine Fantasy-Reihe für Jugendliche, die in der deutschen Übersetzung im Dressler Verlag publiziert wurde. Cirkeln, der erste Band dieser Reihe, der 2012 unter dem deutschen Titel Zirkel erschien, wurde 2011 für den schwedischen August-Preis in der Kategorie Kinder- und Jugendbuch nominiert und 2015 auch verfilmt.
Strandbergs erster Horrorroman Färjan, der in der deutschen Übersetzung unter dem Titel Die Überfahrt 2017 bei Fischer Tor erschien, stand wochenlang auf der Spiegel-Bestsellerliste.
Sein Roman Konferensen (dt.: Die Konferenz) wurde vom Regisseur Patrik Eklund verfilmt und erschien 2023 bei dem Streaming-Dienst Netflix.
Mats Strandberg lebt mit seinem Ehemann, dem schwedischen Schauspieler Johan Ehn, in Södermalm, einem Stadtteil von Stockholm.

## Werke

### Romane
- 2006 Jaktsäsong
- 2007 Bekantas bekanta
- 2009 Halva liv
  - Halbes Leben (dt. Übersetzung von Gabriele Haefs), C. Bertelsmann Verlag, München 2011, ISBN 978-3-570-10061-5.
- 2021 Konferensen
  - Die Konferenz (dt. Übersetzung von Nina Hoyer und Justus Carl), S. Fischer Verlag, Frankfurt am Main 2021, ISBN 978-3-596-70686-0.

### Horror-Romane
- 2015 Färjan
  - Die Überfahrt (dt. Übersetzung von Antje Rieck-Blankenburg), Fischer Tor, Frankfurt am Main 2017, ISBN 978-3-596-29599-9.
- 2017 Hemmet
  - Das Heim (dt. Übersetzung von Nina Hoyer), Fischer Tor, Frankfurt am Main 2018, ISBN 978-3-596-70367-8.

### Sonstige
- 2020 (gemeinsam mit Jenny Jägerfeld) Monster i terapi. Skräcklitteraturens ikoner hos psykologen
  - Monster auf der Couch. Der rätselhafte Fall der verschwundenen Psychologin (illustriert von Elin Sandström, dt. Übersetzung von Leena Flegler), Penhaligon Verlag, München 2022, ISBN 978-3-7645-3268-0.

### Kinderbücher

#### Monster-Reihe
- 2017 Monsteret i natten
  - Das Monster in der Nacht  (illustriert von Sofia Falkenhem, dt. Übersetzung von Franziska Hüther), WooW Books, Hamburg 2021, ISBN 978-3-96177-083-0.
- 2018 Monsteret på sirkus
  - Das Monster im Zirkus (illustriert von Sofia Falkenhem, dt. Übersetzung von Franziska Hüther), WooW Books, Hamburg 2021, ISBN 978-3-96177-084-7.
- 2019 Monsteret og menneskene
  - Das Monster und die Menschen (illustriert von Sofia Falkenhem, dt. Übersetzung von Franziska Hüther), WooW Books, Hamburg 2022, ISBN 978-3-96177-085-4.

### Jugendromane
- 2018 Slutet
  - Das Ende (dt. Übersetzung von Antje Rieck-Blankenburg), Arctis Verlag, Zürich 2019, ISBN 978-3-03880-029-3.

#### Engelsfors-Trilogie (gemeinsam mit Sara Bergmark Elfgren)
- Cirkeln
  - Zirkel (dt. Übersetzung von Friederike Buchinger), Dressler Verlag, Hamburg 2012, ISBN 978-3-7915-2854-0.
- Eld
  - Feuer (dt. Übersetzung von Friederike Buchinger), Dressler Verlag, Hamburg 2013, ISBN 978-3-7915-2855-7.
- Nyckeln
  - Schlüssel (dt. Übersetzung von Friederike Buchinger), Dressler Verlag, Hamburg 2014, ISBN 978-3-7915-2856-4.